# Beuren, Cochem-Zell
Beuren là một xã thuộc huyện Cochem-Zell, bang Rheinland-Pfalz, Đức. Xã này có diện tích 10,63 ki-lô-mét vuông.